# 天龍區
天龍區（日语：／ Tenryū ku */?）為2007年4月1日靜岡縣濱松市所設立的行政区之一。該區範圍為濱松市北部的北遠地區，區內主要為森林。